# Sistemi energetici
I sistemi energetici, o metabolismi energetici, rappresentano dei meccanismi metabolici attraverso i quali il muscolo scheletrico riesce a ricavare energia per l'attività fisica.
Essi essenzialmente si riconoscono in due forme: l'attività aerobica, che ricava l'energia mediante l'ossigeno (O2), e quella anaerobica, che fornisce energia senza l'immediata necessità di ossigeno. Quest'ultima si suddivide a sua volta nei sistemi anaerobico alattacido (o sistema dei fosfati o fosfageni o della fosfocreatina), e anaerobico lattacido (o sistema anaerobico glicolitico).

## ATP, la molecola energetica
Tutte le forme di vita necessitano di energia per crescere, muoversi e mantenersi. Migliaia di processi che richiedono energia si verificano continuamente all'interno delle cellule per rispondere alle esigenze della vita. L'energia può assumere diverse forme nei sistemi biologici, ma la molecola energetica più utile è nota come adenosina trifosfato (ATP).
Le cellule non possono creare ATP dal nulla. Secondo la prima legge della termodinamica, la quantità totale di energia nell'universo rimane costante. Pertanto, dagli alimenti dietetici ingeriti e digeriti viene ricavata una potenziale energia che risiede all'interno delle cellule, nei legami chimici di composti organici (cioè contenenti carbonio) come il glucosio (uno zucchero semplice o un monosaccaride), glicogeno (uno zucchero complesso o un polisaccaride composto di centinaia o migliaia di molecole di glucosio immagazzinato nel fegato, muscoli e altri organi) e di acidi grassi (saturi o insaturi prodotti durante la degradazione dei trigliceridi). Quando questi composti vengono impiegati nei processi energetici, alcuni dei legami atomici si rompono o vengono riordinati, con la conseguente liberazione di energia dalla formazione dell'ATP. La molecola di ATP viene quindi utilizzata per funzioni cellulari come il rifornimento di energia per la contrazione muscolare, o per costruire altre molecole complesse (in combinazione con enzimi), o per generare messaggi elettrochimici nei nervi, trasportare sostanze attraverso le membrane cellulari e alimentare ogni attività nella cellula.
La fonte di energia per l'attività muscolare è la molecola di ATP. L'ATP è composta da una molecola di uno zucchero chiamata adenosina, legata a tre gruppi fosfato. Quando l'ATP viene scomposta in adenosina di-fosfato (ADP), e una molecola libera di fosfato (P o Pi) e uno ione idrogeno (H+), viene liberata energia. Mentre l'ADP viene prontamente riciclato nei mitocondri (organelli che producono energia nelle cellule) e anche nel citoplasma, dove viene riconvertito nuovamente in ATP. Questa energia viene impiegata per diverse funzioni corporee, tra cui l'attività muscolare. L'ATP è una fonte di energia immediata per l'attività muscolare. Tuttavia, tutte e tre le fonti energetiche forniscono ATP in modi differenti.
Quando la molecola di fosfato viene separata dall'ATP, viene sprigionata una grande energia calorica interna (il motivo per cui l'ATP è chiamata molecola ad alta energia) che soddisfa strettamente le esigenze di una specifica reazione biologica. I gruppi fosfato periferici sulla molecola di ATP sono tenuti insieme con legami instabili, cioè l'energia viene prontamente rilasciata quando l'ATP viene scisso della molecola di fosfato (chiamata idrolisi perché l'acqua è la molecola di scissione che rimuove il Pi). Durante questa reazione molecolare una parte dell'energia viene persa nell'ambiente cellulare, la quale non riesce ad essere recuperata. L'ATP non rappresenta molto più di una riserva di combustibile. Piuttosto è prodotta in una serie di reazioni e quasi immediatamente consumata in un'altra serie di reazioni, un processo chiamato accoppiamento.

### Produzione di ATP aerobica e anaerobica
La prima importante distinzione necessaria quando si distinguono i diversi processi energetici è se l'ossigeno è essenziale per la sintesi di ATP. Alcune vie metaboliche, chiamate vie aerobiche, richiedono ossigeno e non avvengono fintanto che l'ossigeno non è presente in concentrazioni sufficienti. Altri processi non richiedono ossigeno per essere avviati, e sono detti anaerobici. Il messaggio importante è che l'ossigeno può svolgere un ruolo importante in alcune vie, ma ha poca influenza sulle altre. Può essere utile creare una diversa specializzazione nelle cellule in modo che possano adattarsi alle esigenze energetiche cellulari.

## Aspetti fisiologici
Una via metabolica è costituita da una serie di reazioni chimiche che provocheranno la formazione di ATP e di prodotti di scarto (come l'anidride carbonica). I sistemi energetici possono essere suddivisi in due categorie: i sistemi aerobici e quelli anaerobici. È soprattutto nel contesto dell'esercizio fisico che questi meccanismi vengono alterati. Essi differiscono per intensità, durata e nel modo in cui l'energia viene prodotta dal corpo. Generalmente parlando, i sistemi aerobici richiedono l'impiego di ossigeno (metabolismo ossidativo), mentre i sistemi anaerobici non richiedono l'impiego di ossigeno (metabolismo glicolitico e dei fosfati). Durante l'esercizio fisico o la normale attività, l'ATP è scisso nei muscoli in ADP e necessita di essere rigenerato per continuare a produrre energia. Tuttavia, le scorte di ATP prontamente disponibile sono molto limitate nel muscolo in maniera tale da sostenere lo sforzo massimale per soli 6 secondi circa. Esistono quattro differenti sistemi energetici che generano ATP durante l'esercizio. Nel contesto dell'attività fisica, il contributo di ognuno di questi sistemi è determinato dall'intensità e dalla durata della stessa.
I quattro sistemi energetici del corpo sono:
- il sistema anaerobico alattacido o sistema dei fosfageni, con l'impiego di substrati energetici quali adenosina trifosfato (ATP) e fosfocreatina (PC);
- il sistema anaerobico lattacido o glicolisi, con l'impiego di substrati energetici quali glicogeno e glucosio (carboidrati);
- il sistema aerobico glicolitico, con l'impiego di substrati energetici quali glicogeno/glucosio;
- il sistema aerobico lipolitico con l'impiego di substrati energetici quali acidi grassi liberi (FFA).

Il sistema anaerobico alattacido (ATP-PC) è il sistema energetico più semplice del corpo con la capacità più breve (fino a 15 secondi) per mantenere la produzione di ATP. Durante l'esercizio intenso, come nello sprint, i fosfati rappresentano la fonte di ATP più rapida e disponibile. La principale via metabolica per la rigenerazione dell'ATP durante l'esercizio cardiovascolare e di endurance è quasi esclusivamente la respirazione mitocondriale (sistema aerobico), che inizialmente condivide la stessa via metabolica del processo anaerobico della glicolisi (glicolisi aerobica). È sbagliato credere che i sistemi energetici del corpo lavorino in modo indipendente. Infatti, i tre sistemi energetici lavorano insieme cooperativamente per produrre ATP. Attraverso la glicolisi, il glucosio ematico e il glicogeno muscolare (il glicogeno è la forma immagazzinata di glucosio nel muscolo o fegato) vengono convertiti in un'altra molecola chimica chiamata piruvato, che, a seconda dell'intensità dell'esercizio, entrerà nel mitocondrio (sistema aerobico glicolitico) o sarà convertito in lattato (sistema anaerobico lattacido). A livelli di intensità di esercizio al di sotto della soglia anaerobica, il piruvato entra nel mitocondrio e la contrazione muscolare continua attraverso la produzione aerobica di ATP. Mentre a livelli di intensità superiori alla soglia anaerobica la capacità di produrre ATP attraverso la respirazione mitocondriale è compromessa, e il piruvato viene convertito in lattato, che risulta come un sottoprodotto del metabolismo che viene prodotto durante il catabolismo o l'impiego energetico dei carboidrati. Le vie metaboliche che supportano l'intensità di allenamento al di sopra della soglia anaerobica (cioè i sistemi anaerobici) sono in grado di sostenere la contrazione muscolare solo per brevi periodi, limitando così la prestazione. È a questo punto che l'esercizio fisico ad alta intensità è compromesso, perché i sistemi energetici della glicolisi e dei fosfageni che stanno sostenendo la contrazione muscolare continuata al di sopra della soglia anaerobica possono produrre ATP ad un ritmo elevato, ma sono in grado di farlo solo per un periodo limitato. Quindi, l'energia per le attività fisiche richiede una miscela di tutti i sistemi energetici. Tuttavia, le determinanti del coinvolgimento del particolare sistema energetico sono altamente dipendenti dalla intensità dell'esercizio.

### Sistema anaerobico alattacido
Il sistema anaerobico alattacido, detto anche sistema dei fosfageni o sistema ATP-CP, è primariamente coinvolto in attività da uno a 15 secondi, impiegando l'ATP immagazzinato e la fosfocreatina come substrati energetici. Questa via metabolica interviene principalmente durante l'esercizio ad intensità massimale come lo sprint e l'esercizio coi pesi a basse ripetizioni (powerlifting, weightlifting). Questa reazione non richiede la presenza di ossigeno.

### Sistema anaerobico lattacido
Il sistema anaerobico lattacido, detto anche glicolisi anaerobica, interviene principalmente in attività con una durata da 15 secondi a oltre 60 secondi, impiegando i carboidrati depositati nel muscolo (glicogeno muscolare) risultando nella produzione di acido lattico e ioni idrogeno. L'accumulo di ioni idrogeno crea una sensazione di bruciore, e può essere una causa dell'affaticamento durante l'esercizio. Il sistema anaerobico lattacido predomina nelle attività fisiche vicine all'intensità massimale, come gli sprint da 400 metri, o l'esercizio coi pesi a medie ripetizioni (6-20). Anche questo sistema non richiede la presenza di ossigeno.

### Sistema aerobico glicolitico
Sebbene poco citato, il sistema aerobico glicolitico interviene durante prestazioni di una durata massima di 20 minuti, risultando un intermedio tra il sistema anaerobico lattacido e quello aerobico ossidativo. In questo caso il muscolo impiega primariamente il glicogeno muscolare e il glucosio ematico per generare energia. Questo produce piruvato come prodotto finale, il quale viene usato per produrre ulteriore energia. Questo sistema energetico è usato primariamente durante attività come la corsa da 2 miglia nell'atletica leggera.

### Sistema aerobico lipolitico
Il sistema aerobico lipolitico interviene durante prestazioni di durata maggiore ai 20 minuti. In questo caso il corpo impiega acidi grassi per produrre energia. Questo è il sistema energetico usato durante le attività a bassa intensità. Il sistema aerobico lipolitico è predominante nelle attività di lunga durata come la maratona nell'atletica leggera.

## Interazione tra sistemi energetici
Nonostante una fonte energetica possa essere predominante in risposta ad una determinata attività muscolare (ad esempio il sistema alattacido per l'alzata massimale, o quello aerobico per la corsa o la maratona), in realtà tutte le tre fonti energetiche provvedono a fornire l'ATP richiesta dal corpo in ogni momento. Perciò, il sistema dei fosfati interviene anche quando il corpo è in stato di riposo, mentre le fonti aerobiche intervengono anche durante l'alzata massimale. Anche in stato di riposo viene prodotta da muscoli una piccola quantità di lattato, che viene poi rilasciata nel sangue. Durante una maratona, anche se la maggior parte dell'energia viene apportata dalle fonti ossidative, una piccola parte dell'energia richiesta proviene dai sistemi anaerobici dei fosfati e del lattato. Sebbene tutti i tre sistemi forniscano energia per ricavare parte dell'ATP richiesto per qualsiasi attività, come cambiano la durata o l'intensità dell'esercizio, cambia anche la predominanza tra uno dei tre sistemi. Il sistema anaerobico alattacido dei fosfati fornisce gran parte dell'energia per attività brevissime e molto intense, come l'alzata massimale (powerlifting), il getto del peso, o lo sprint da 36 metri nell'atletica leggera. Il sistema anaerobico lattacido interviene in predominanza in attività mediamente brevi e mediamente intense, come nell'esercizio con sovraccarichi (Resistance training) da 20-25 ripetizioni, o in quello da 3 serie e 10 ripetizioni con 1 minuto di recupero (tipiche del bodybuilding e del fitness), oppure nello sprint da 200 metri. Il sistema aerobico fornisce gran parte dell'ATP per serie con sovraccarichi estremamente lunghe, o per prestazioni fisiche continue e di durata (Aerobic endurance). Tuttavia, tutti questi meccanismi intervengono in contemporanea producendo ciascuno una quantità variabile di energia. Non c'è un punto esatto in cui una fonte energetica provvede a fornire la maggior parte dell'ATP per un'attività. Le variazioni nella percentuale dei contributi da parte dei tre sistemi viene condizionata dall'intensità a dalla durata dell'esercizio. Ad esempio, se un maratoneta durante un percorso incontra una salita, come risultato dell'aumento dell'intensità dello sforzo aumenta la componente anaerobica lattacida, il lattato si accumula nel corpo, e l'acido lattico contribuisce maggiormente a fornire energia nell'attività. Il contributo dei tre sistemi energetici nell'attività fisica è dinamico e varia con il variare della durata e dell'intensità.